# 陳國鎮
陳國鎮（1945年—2016年11月19日），台灣學者，國立清華大學博士。在東吳大學任教，曾任東吳大學理學院院長、物理學系系主任。此外也擔任過圓覺文教基金會第四屆董事長、中華生命電磁科學學會理事長。著有《又是人間走一回》、《來去平常》、《生命信息說》等書籍。
提出「生命多重結構」的概念，主張生命包括「構成身體的物質、驅動身體活動的能量、指揮生理和心理的信息波，以及扮演司令角色的心靈等四種必要元素」:21。
陳國鎮與李嗣涔（曾任臺灣大學校長）、宋光宇（曾任中央研究院研究員）、王悟師（醫師），四人是好朋友，有共同的興趣。